# Seznam guvernérů Texasu

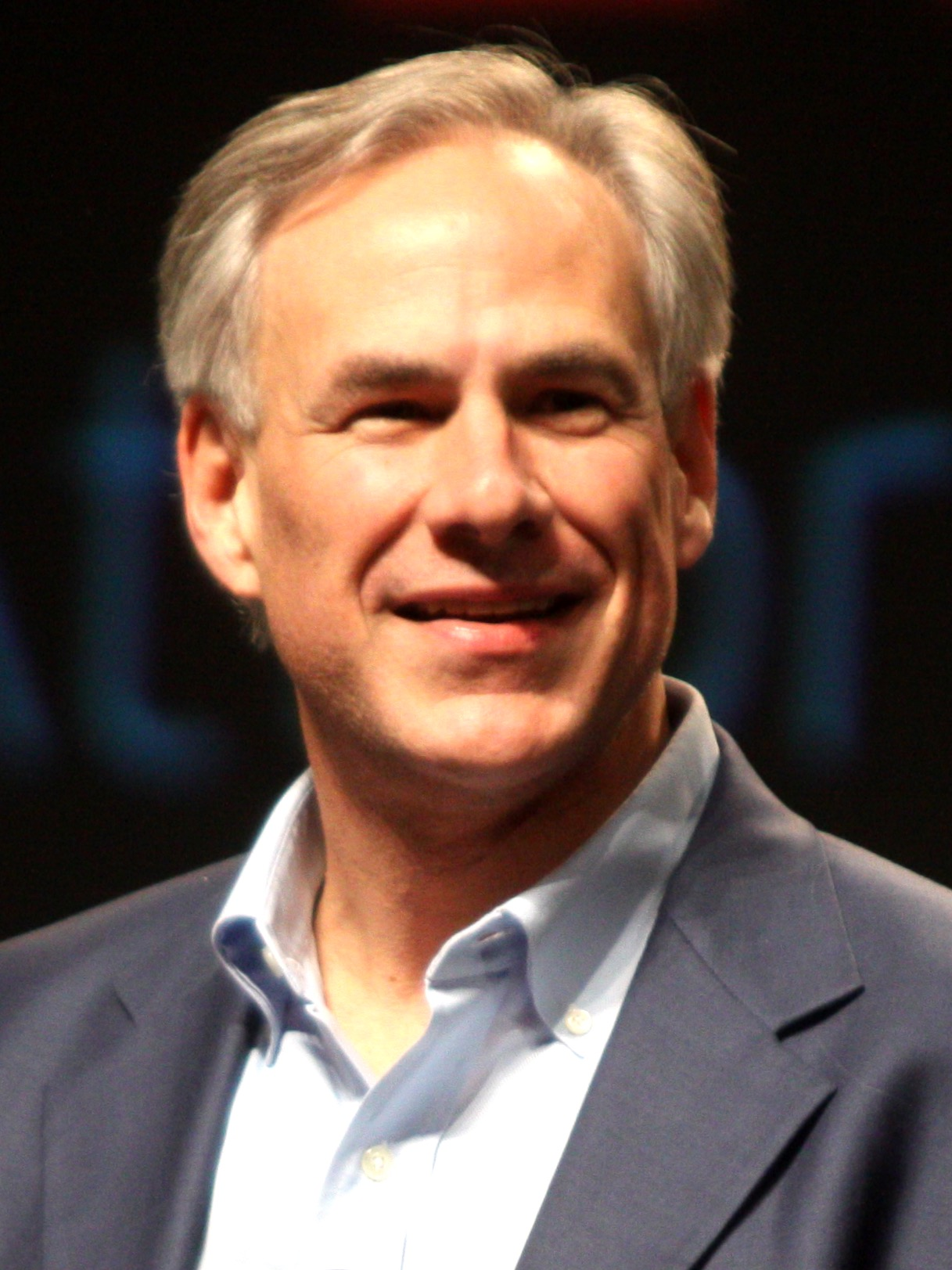
Současný guvernér Greg Abbott

Seznam guvernérů Texasu od jejího přistoupení k Unii v roce 1845.
| #  | Guvernér                       | Oficiální foto | Politická strana      | Od                 | Do                 |
| -- | ------------------------------ | -------------- | --------------------- | ------------------ | ------------------ |
| 1  | James Pinckney Henderson       |                | Demokratická          | 19. února 1846     | 21. prosince 1847  |
| 2  | George T. Wood                 |                | Demokratická          | 21. prosince 1847  | 21. prosince 1849  |
| 3  | Peter Hansbrough Bell          |                | Demokratická          | 21. prosince 1849  | 23. listopadu 1853 |
| 4  | James W. Handerson             |                | Demokratická          | 23. listopadu 1853 | 21. prosince 1853  |
| 5  | Elisha M. Pease                |                | Unionistická          | 21. prosince 1853  | 21. prosince 1857  |
| 6  | Hardin R. Runnels              |                | Demokratická          | 21. prosince 1857  | 21. prosince 1859  |
| 7  | Sam Houston                    |                | nezávislý             | 21. prosince 1859  | 16. března 1861    |
| 8  | Edward Clark                   |                | Demokratická          | 16. března 1861    | 7. listopadu 1861  |
| 9  | Francis Lubbock                |                | Demokratická          | 7. listopadu 1861  | 5. listopadu 1863  |
| 10 | Pendleton Murrah               |                | Demokratická          | 5. listopadu 1863  | 17. června 1865    |
| -  | Fletcher Summerfield Stockdale |                | voják                 | 11. června 1865    | 16. června 1865    |
| 11 | Andrew Jackson Hamilton        |                | Demokraticko-vojenská | 16. června 1865    | 9. srpna 1866      |
| 12 | James W. Throckmorton          |                | Demokratická          | 9. srpna 1866      | 8. srpna 1867      |
| 13 | Elisha M. Pease                |                | Republikánská         | 8. srpna 1867      | 30. září 1869      |
| 14 | Edmund J. Davis                |                | Republikánská         | 8. ledna 1870      | 15. ledna 1874     |
| 15 | Richard Coke                   |                | Demokratická          | 15. ledna 1874     | 1. prosince 1876   |
| 16 | Richard B. Hubbard             |                | Demokratická          | 1. prosince 1876   | 21. ledna 1879     |
| 17 | Oran Milo Roberts              |                | Demokratická          | 21. ledna 1879     | 16. ledna 1883     |
| 18 | John Ireland                   |                | Demokratická          | 16. ledna 1883     | 18. ledna 1887     |
| 19 | Lawrence Sullivan Ross         |                | Demokratická          | 18. ledna 1887     | 20. ledna 1891     |
| 20 | Jim Hogg                       |                | Demokratická          | 20. ledna 1891     | 15. ledna 1895     |
| 21 | Charles A. Culberson           |                | Demokratická          | 15. ledna 1895     | 7. ledna 1899      |
| 22 | Joseph D. Sayers               |                | Demokratická          | 7. ledna 1899      | 20. ledna 1903     |
| 23 | S. W. T. Lanham                |                | Demokratická          | 20. ledna 1903     | 15. ledna 1907     |
| 24 | Thomas Mitchell Campbell       |                | Demokratická          | 15. ledna 1907     | 17. ledna 1911     |
| 25 | Oscar Branch Colquitt          |                | Demokratická          | 17. ledna 1911     | 19. ledna 1915     |
| 26 | James E. Ferguson              |                | Demokratická          | 19. ledna 1915     | 25. ledna 1917     |
| 27 | William P. Hobby               |                | Demokratická          | 25. ledna 1917     | 18. ledna 1921     |
| 28 | Pat Morris Neff                |                | Demokratická          | 18. ledna 1921     | 20. ledna 1925     |
| 29 | Miriam A. Ferguson             |                | Demokratická          | 20. ledna 1925     | 18. ledna 1927     |
| 30 | Dan Moody                      |                | Demokratická          | 18. ledna 1927     | 20. ledna 1931     |
| 31 | Ross S. Sterling               |                | Demokratická          | 20. ledna 1931     | 17. ledna 1933     |
| 32 | Miriam A. Ferguson             |                | Demokratická          | 17. ledna 1933     | 15. ledna 1935     |
| 33 | James Allred                   |                | Demokratická          | 15. ledna 1935     | 17. ledna 1939     |
| 34 | Wilbert Lee O’Daniel           |                | Demokratická          | 17. ledna 1939     | 4. srpna 1941      |
| 35 | Coke R. Steverson              |                | Demokratická          | 4. srpna 1941      | 21. ledna 1947     |
| 36 | Beauford H. Jester             |                | Demokratická          | 21. ledna 1947     | 11. července 1949  |
| 37 | Allan Shivers                  |                | Demokratická          | 11. července 1949  | 15. ledna 1957     |
| 38 | Price Daniel                   |                | Demokratická          | 15. ledna 1957     | 15. ledna 1963     |
| 39 | John Connaly                   |                | Demokratická          | 15. ledna 1963     | 21. ledna 1969     |
| 40 | Preston Smith                  |                | Demokratická          | 21. ledna 1969     | 16. ledna 1973     |
| 41 | Dolph Briscoe                  |                | Demokratická          | 16. ledna 1973     | 16. ledna 1979     |
| 42 | Bill Clements                  |                | Republikánská         | 16. ledna 1979     | 18. ledna 1983     |
| 43 | Mark White                     |                | Demokratická          | 18. ledna 1983     | 20. ledna 1987     |
| 44 | Bill Clements                  |                | Republikánská         | 20. ledna 1987     | 15. ledna 1991     |
| 45 | Ann Richards                   |                | Demokratická          | 15. ledna 1991     | 17. ledna 1995     |
| 46 | George W. Bush                 |                | Republikánská         | 17. ledna 1995     | 21. prosince 2000  |
| 47 | Rick Perry                     |                | Republikánská         | 21. prosince 2000  | 20. ledna 2015     |
| 48 | Greg Abbott                    |                | Republikánská         | 20. ledna 2015     |                    |